# Сімпсони (сезон 36)
Тридцять шостий сезон мультсеріалу «Сімпсони» транслювався на телеканалі «Fox» і стриммінгу «Disney+» з 29 вересня 2024 року. Серіал продовжено на 36 сезон 26 січня 2023 року.
Запрошеними зірками сезону були: Джон Сіна («Bart's Birthday»), Річард Грант («Desperately Seeking Lisa»), Денні Трехо («Abe League of Their Moe») тощо.
Для серії «Treehouse of Horror XXXV» Хорхе Гутьєррес занімував вступну заставку.
Також цього сезону:
- в серії «The Yellow Lotus» Сімпсони зіткнулися зі смертю під час відпочинку на елітному курорті[7];
- Ліса зазнала неймовірної халепи в темному світі арт-сцени в центрі Столиці («Desperately Seeking Lisa»)[7][4];
- дідусь Сімпсон розкрив своє таємне минуле приватного детектива 1980-х («Shoddy Heat»)[7];
- епізод «Women in Shorts» став ніби духовним продовженням серії 7 сезону «22 Short Films About Springfield», але навколо жіночих персонажів[3];
- серія «Treehouse of Horror Presents: Simpsons Wicked This Way Comes» складалася із 3 дивних історій на основі оповідань Рея Бредбері, які оповідав персонаж Енді Серкіса[7][3];
- крім того, подвійний різдвяний епізод «O C'mon All Ye Faithful» було присвячено Недові Фландерсу, який розмірковував про смерть Мод Фландерс і Едни Крабапель, і своєю чергою зіткнувся із кризою віри[8].

## Виробництво
У серпні 2024 року на «D23 Expo» було оголошено, що починаючи з цього сезона прем'єри деяких серій «Сімпсонів» відбулася ексклюзивно на «Disney+», а не на телеканалі «Fox». Для тридцять п'ятого та тридцять шостого виробничих циклів «Fox» замовив 18 епізодів, а «Disney+» — 4 епізоди.
Першою серією став різдвяний спецвипуск «O C'mon All Ye Faithful», який випустили 17 грудня 2024 року, в день 35-річчя мультсеріалу. Продюсери вирішили зробити різдвяний епізод першим ексклюзивним для «Disney+», оскільки «Fox» вважав за краще не випускати святкові серії, окрім серій на свято Хелловін, бо вони не є популярними при повторних показах.
У листопаді 2024 року давня акторка озвучування «Сімпсонів» Памела Гейден заявила, що йде у відставку від роботи в мультсеріалі. Персонаж Рода Фландерса став озвучувати інший актор озвучування серіалу Кріс Еджерлі (від серії «The Man Who Flew Too Much»), Джимбо Джонса — акторка Мо Коллінз (з епізода «P.S. I Hate You»), а Мілгауса ван Гутена — співачка Келлі Маклеод (від серії «Estranger Things»).

## Список серій
| № серії (загалом) | № серії (в сезоні) | Назва серії | Режисер(и)                                        | Сценарист(и)                           | Оригінальна дата показу  | Код серії       | Глядачів в США (млн) |
| --- | ------------------ | --- | ------------------------------------------------- | -------------------------------------- | ------------------------ | --------------- | -------------------- |
| 769 | 1                  | «Bart's Birthday» «День народження Барта»                                                                                         | Роб Олівер                                        | Джессіка Конрад                        | 29 вересня 2024          | 35ABF15         | 1,08                 |
| Серія — пародія на фінал «Сімпсонів», який веде Конан О'Браєн. За сюжетом «фіналу» Барт святкує найшокуючий день народження свого життя — йому 11. Водночас також змінюються життя всіх у Спрінґфілді… Запрошені зірки: Денні Девіто в ролі Герба Пауела, Марк Прокш в ролі Hack-GPT, Емі Седаріс в ролі Меґґі; Конан О'Браєн, Сет Роґен, Джоель Макгейл, Том Генкс і Джон Сіна в ролі самих себе |                    | |                                                   |                                        |                          |                 |                      |
| 770 | 2                  | «The Yellow Lotus» «Жовтий лотос»                                                                                                 | Метью Фонан                                       | Лоні Стіл Состхенд                     | 6 жовтня 2024            | 35ABF08         | 0,89                 |
| На елітному курорті «Жовтий лотос» Сімпсони проводять відпочинок, у який вклали гроші багато років тому. Під час відпочинку вони стикаються атмосферою напруги від інших відпочивальників і навіть смертю… Запрошені зірки: Келсі Греммер в ролі Другого Номера Боба, Джей Фероу в ролі Дредеріка Тейтама, Хлоя Файнман в ролі Таші |                    | |                                                   |                                        |                          |                 |                      |
| 771 | 3                  | «Desperately Seeking Lisa» «Відчайдушно шукаю Лісу»                                                                               | Метью Настюк                                      | Тім Лонг                               | 20 жовтня 2024           | 35ABF18         | 2,02                 |
| Під час поїздки з тітками Патті та Сельмою до Столиці, Ліса знайомиться зі столичними митцями. Однієї ночі вона втікає до них, але незабаром вони обдурюють дівчинку, та налаштовують всіх у темному світі арт-сцени… Запрошені зірки: Річард Грант в ролі Джуліана, Моллі Шеннон в ролі Каті, Гріффін Данн в ролі Ґреґорі Самси й актора, що грав Таргана, Трейсі Леттс в ролі самого себе |                    | |                                                   |                                        |                          |                 |                      |
| 772 | 4                  | «Shoddy Heat» «Жар паскуди» | Ґабріель ДеФранческо                              | Джефф Вестбрук                         | 27 жовтня 2024           | 35ABF16         | 0,98                 |
| Розкопаний труп відкриває незавершену справу зі Спрінґфілда 1980-х років, а також напружені стосунки між молодими дідусем Сімпсоном і Аґнес Скіннер. Перший розкриває своє минуле приватного детектива. Після того, як молода Аґнес звернулася до детективного агентства Ейба і його партнера, Біллі О'Доннелла, останній зникає безвісти… Запрошені зірки: Тофер Грейс в ролі Біллі О'Доннелла |                    | |                                                   |                                        |                          |                 |                      |
| 773 | 5                  | «Treehouse of Horror XXXV» «Будиночок жахів на дереві XXXV»                                                                       | Тімоті Бейлі                                      | Роб Лазебник, Ден Веббер і Метт Селман | 3 листопада 2024         | 35ABF13         | 3,18                 |
| «The Information Rage» (укр. «Інформаційна лють») ― Пародія на фільм «Тихоокеанський рубіж». Гігантські червоний і синій кайдзю, створені політичним гнівом, загрожують розірвати місто на частини. Барту та Лісі треба зупинити їх. «The Fall of the House of Monty» (укр. «Падіння дому Монті») ― Вікторіанська епоха. Містер Бернс жорстоко поводиться із працівниками свого заводу. На День подяки привиди працівників повертаються, щоб переслідувати Монті в його маєтку, доки він не втратить свою душу. «Denim» (укр. «Денім») ― Пародія на фільм «Веном». Гомер намагається придумати спосіб залицятися до Мардж. Він зближується з парою інопланетних джинсів, які допомагають йому стати впевненішим і фізично вправнішим, але водночас зв'язок стає надто сильним… Запрошені зірки: Хорхе Гутьєррес (режисер заставки)                                                                           |                    | |                                                   |                                        |                          |                 |                      |
| 774 | 6                  | «Women in Shorts» «Жінки в короткометражках»                                                                                      | Ерік Кеніг                                        | Крістін Ненґл                          | 10 листопада 2024        | 35ABF17         | 0,83                 |
| Серія є скетч-шоу за участі жінок Спрінґфілда… Запрошені зірки: Керрі Вашингтон в ролі міс Пейтон, Рут Райхль в ролі самої себе |                    | |                                                   |                                        |                          |                 |                      |
| 775 | 7                  | «Treehouse of Horror Presents: Simpsons Wicked This Way Comes» «„Будиночок жахів на дереві“ представляє: Лихі Сімпсони насувають» | Деббі Махан                                       | Джессіка Конрад                        | 24 листопада 2024        | 35ABF14         | 2,69                 |
| Татуйований чоловік у таємничому нічному цирку переносить Лісу в три дивні історії на основі оповідань Рея Бредбері: - Пародія на оповідання «Жінка, що кричить». 1950-ті. Барт чує крик, що доноситься з-під землі, і біжить містом, намагаючись отримати допомогу, але ніхто йому не вірить… - Пародія на «Корпорацію „Маріонетки“». Інспектор Чалмерс отримує робо-копію себе, щоб уникати зустрічі зі Скіннером. Однак, робот захоплює його життя, бо є чемнішим. - Пародія на «451 градус за Фаренгейтом». У брутальному майбутньому, де світом править престижне телебачення, робота Гомера полягає в тому, щоб усунути «низькоякісні» розваги залишаючи лише телесеріали, які спантеличують його. Він відкриває для себе незаконні радості перегляду «низькоякісних» програм і стає залежним від того, що повинен стирати. Запрошені зірки: Енді Серкіс в ролі Розмальованої Людини і Зіґфріда Блейза |                    | |                                                   |                                        |                          |                 |                      |
| 776 | 8                  | «Convenience Airways» «Зручні авіалінії»                                                                                          | Роб Олівер                                        | Лоні Стіл Состхенд                     | 8 грудня 2024            | 36ABF01         | 1,7                  |
| Оскільки через бурхливу поведінку всі авіалінії внесли Гомера до «чорного списка», Сімпсони вимушені летіти «Зручними авіалініями» (англ. «Convenience Airways»). Гомер обіцяє Мардж цього разу не обурюватися. Однак це не просто, бо, допоки Мардж спить у бізнес-класі, Гомер з дітьми потрапив у пастку літака з найбільш неконтрольованими пасажирами в Америці… Запрошені зірки: Джон Ерлі в ролі Джоела, Джон Пірруччелло в ролі Воррена Крилатого, Кейт Берлант в ролі жінки у стресі, Джей Фероу в ролі Дредеріка Тейтама |                    | |                                                   |                                        |                          |                 |                      |
| 777 | 9                  | «Homer and Her Sisters» «Гомер та її сестри»                                                                                      | Метью Настюк                                      | Нік Дахан                              | 8 грудня 2024            | 36ABF03         | 1,47                 |
| Після бійки у квест-кімнаті Гомера з Патті та Сельмою Мардж ладна на все, щоб виправити їхні стосунки. На щастя, тітка клоуна Красті Седі влаштовує шоу, присвячене виправленню стосунків людей. Вона допомагає Гомеру, Патті та Сельмі вказавши, що єдиною проблемою в їхніх відносинах була Мардж… Тим часом сам Красті намагається подружитися зі своїми колегами, з якими він ніколи не спілкувався. Запрошені зірки: Сьюзі Ессман в ролі тітки Седі, Айк Барингольтц в ролі Вейна, Джей Фероу в ролі Дредеріка Тейтама |                    | |                                                   |                                        |                          |                 |                      |
| 778—779 | 10—11              | «O C'mon All Ye Faithful» «Давайте, вірні»                                                                                        | Деббі Махан (1 частина) та Метью Фонан(2 частина) | Керолін Омайн                          | 17 грудня 2024 (Disney+) | 35ABF21-35ABF22 | N/A                  |
| Відомий менталіст-ілюзіоніст Деррен Браун прибуває у Спрінґфілд і використовує свої розумові прийоми, щоб підняти мешканцям різдвяний настрій. Коли Гомер загіпнотизований і вважає, що він — Санта-Клаус. Коли Браун розгіпнотизовує Сімпсона та виголошує промову мешканцям, Нед Фландерс, усвідомивши, що не все, у що люди вірять — правдиве, стикається із кризою віри в Бога. Запрошені зірки: Деррен Браун і Патті ЛаБель в ролі самих себе, «Pentatonix» — виконавці пісень |                    | |                                                   |                                        |                          |                 |                      |
| 780 | 12                 | «The Man Who Flew Too Much» «Людина, що літала надто багато»                                                                      | Стівен Дін Мур                                    | Ел Джін                                | 22 грудня 2024           | 36ABF02         | 0,91                 |
| «Кегльмани» (англ. «Pin Pals») їдуть до Столиці на свій перший в історії чемпіонат штату з боулінгу. Однак, дорогою літак команди розбивається об Спрінґфілдські гори… Запрошені зірки: Гленн Клоуз в ролі Мони Сімпсон |                    | |                                                   |                                        |                          |                 |                      |
| 781 | 13                 | «Bottle Episode» «Пляшкова серія»                                                                                                 | Ґабріель ДеФранческо                              | Роб і Джонні Лазебник                  | 29 грудня 2024           | 36ABF04         | 3,31                 |
| Містер Бернс купив пляшку дорогого старовинного вина. Смізерс змушений попросити Гомера Сімпсона перевезти пляшку. Гомер докладає всіх зусиль, щоб подбати про рідкісне вино, але Мардж неусвідомлено відкорковує його та використовує у своїх кулінарних цілях. Відчайдушно намагаючись приховати нещасний випадок, Мардж і Вейлон вигадують замінник. Після успішного обману Бернса Мардж і Смізерс об'єднуються, щоб стати Робін Гудами, які фальсифікують вино. Запрошені зірки: Роберт Паркер в ролі самого себе |                    | |                                                   |                                        |                          |                 |                      |
| 782 | 14                 | «The Past and the Furious» «Минуле та лють»                                                                                       | Майкл Полчіно                                     | Роб Лазебник                           | 12 лютого 2025 (Disney+) | 35ABF19         | N/A                  |
| Використовуючи симулятори на сеансі у психотерапевтки Ліса випадково відправляється в минуле, у 1923 рік. Вона знайомиться з молодим Монті Бернсом, тогочасним добрим багатієм. Об'єднавшись із ним, Ліса хоче врятувати Спрінґфілдських міні-лосів, що колись були ключовими для екосистеми міста. Однак, дії Ліси ненавмисно визначають майбутнє Бернса як безжального магната. Запрошені зірки: Джозеф Гордон-Левітт в ролі молодого Монті Бернса |                    | |                                                   |                                        |                          |                 |                      |
| 783 | 15                 | «The Flandshees of Innersimpson» «Фландші внутрішнього Сімпсона»                                                                  | Кріс Клементс                                     | Ден Веббер                             | 30 березня 2025          | 36ABF05         | 0,62                 |
| Гомер купує Барту ді-джей-обладнання, і хлопчик влаштовує гучні вечірки на подвір'ї Сімпсонів. Після того, як Гомер видер звуконепроникні навушники Неда, останній скаженіє вночі від музики. Переосмисливши ставлення Гомера до нього, зранку Фландерс оголошує сусідові довічне ігнорування, а через деякий час виплескує всю лють на Сімпсона… Запрошені зірки: Джейн Качмарек в ролі судді Констанції Шкоди, Рейчел Блум в ролі Анет, Фіона Шоу в ролі місіс Маккормік |                    | |                                                   |                                        |                          |                 |                      |
| 784 | 16                 | «The Last Man Expanding» «Останній розширений чоловік»                                                                            | Тімоті Бейлі                                      | Дж. Стюарт Бернс                       | 6 квітня 2025            | 36ABF06         | 0,69                 |
| Мешканці Спрінґфілда стають залежними від чудодійного препарата для схуднення, Озинквіка (англ. Othinquic)… всі, крім Гомера. Тим часом Мардж також має сумніви щодо препарата, хоча Озинквік-ручка її переконує спробувати швидке схуднення. Запрошені зірки: Джо Мантенья в ролі Жирного Тоні, Сідсе Бабетт Кнудсен в ролі Озинквік-ручки |                    | |                                                   |                                        |                          |                 |                      |
| 785 | 17                 | «P.S. I Hate You» «P.S. Я ненавиджу тебе»                                                                                         | Майкл Полчіно                                     | Сезар Мезаріегос                       | 13 квітня 2025           | 36ABF07         | 0,59                 |
| Репутація Мардж як «милої леді» під загрозою, коли невідомий шантажист погрожує розповсюдити її гнівні листи мешканцям міста, які Мардж писала як спосіб заспокоїтися. Запрошені зірки: Беверлі Д'Анджело в ролі Лурлін Лампкін, Джон Ловітц в ролі Арті Зіффа, Тім Меддовз в ролі самого себе |                    | |                                                   |                                        |                          |                 |                      |
| 786 | 18                 | «Yellow Planet» «Жовта планета»                                                                                                   | Тімоті Бейлі                                      | Дж. Стюарт Бернс                       | 22 квітня 2025 (Disney+) | 35ABF20         | N/A                  |
| Серія у стилі документалок про природу, в якій персонажі «Сімпсонів» — тварини… Запрошені зірки: Г'ю Бонневілль в ролі оповідача |                    | |                                                   |                                        |                          |                 |                      |
| 787 | 19                 | «Abe League of Their Moe» «Їхнього Мо ліга Ейба»                                                                                  | Роб Олівер                                        | Джоел Коен                             | 27 квітня 2025           | 36ABF08         | 0,73                 |
| Після того, як дідусь Сімпсон і Мо перехоплюють македонського відбивача Аеропоса Валкова, щоб грати у Спрінґфілді. Коли бейсбол стають дуже комерційним, це погіршує дружбу діда і Мо. На жах Мо, Валков підсідає на спортивні азартні ігри. Запрошені зірки: Джеймі Деметріу в ролі Валкова; Денні Трехо, Джиммі О'Браєн, Кевін Буркхардт, Стів Гелбс, Кевін Міллар і Кріс Рок в ролі самих себе |                    | |                                                   |                                        |                          |                 |                      |
| 788 | 20                 | «Stew Lies» «Тушкована брехня» | Деббі Махан                                       | Броті Ґупта                            | 4 травня 2025            | 36ABF09         | 0,63                 |
| Гомер рятує життя ведучому одного з його улюблених кулінарних шоу Таду. Сімпсон повертає знаменитому шеф-кухарю втрачену пристрасть до їжі відслідкувавши спокусливий аромат. Гомер і Тад прибувають до будинку Жирного Тоні. Почастувавши стравою, Тоні каже, що це секретний рецепт, який він отримав від прийомного батька, боса мафії. Однак, Тад вирішує розкрити цей рецепт у своєму шоу. Жирний Тоні прагне помсти… Запрошені зірки: Моріс ЛаМарш в ролі Вільгельма фон Вонтгельма, Джон ДіМаджіо в ролі Тада, Джо Мантенья в ролі Жирного Тоні |                    | |                                                   |                                        |                          |                 |                      |
| 789 | 21                 | «Full Heart, Empty Pool» «Повне серце, порожній басейн»                                                                           | Кріс Клементс                                     | Джефф Вестбрук                         | 11 травня 2025           | 36ABF10         | 0,69                 |
| Гомер і дідусь Сімпсон об'єднуються, щоб створити новий вид спорту, макітробол (англ. noodleball), що схожий до піклбола. Однак, для забезпечення спонсорства і майбутнього макітробола, Гомера виганяє батька. Запрошені зірки: Роберт Смігель в ролі Разелтона; Рік Стівс, Блейк Гріффін, Меган Рапіноу й Ендрю Лак в ролі самих себе |                    | |                                                   |                                        |                          |                 |                      |
| 790 | 22                 | «Estranger Things» «Чужі дива» | Метью Настюк                                      | Тім Лонг                               | 18 травня 2025           | 36ABF11         | 0,54                 |
| Коли Барт і Ліса перестають дивитися «Чуха і Сверблячку» разом, Мардж боїться, що вони почнуть віддалятися. Протягом наступних 35 років стосунки успішної Ліси та невдахи Барта повністю руйнуються… Запрошені зірки: Зоуї Дешанель в ролі Дивакуватої, Макс Ґрінфілд в ролі Шульца, Сара Маклахлан в ролі самої себе |                    | |                                                   |                                        |                          |                 |                      |